# Antwerp (Ohio)
Antwerp es una villa ubicada en el condado de Paulding en el estado estadounidense de Ohio. En el Censo de 2010 tenía una población de 1736 habitantes y una densidad poblacional de 502,45 personas por km².

## Geografía
Antwerp se encuentra ubicada en las coordenadas 41°10′49″N 84°44′10″O / 41.18028, -84.73611. Según la Oficina del Censo de los Estados Unidos, Antwerp tiene una superficie total de 3.46 km², de la cual 3.46 km² corresponden a tierra firme y (0%) 0 km² es agua.

## Demografía
Según el censo de 2010, había 1736 personas residiendo en Antwerp. La densidad de población era de 502,45 hab./km². De los 1736 habitantes, Antwerp estaba compuesto por el 96.6% blancos, el 0.69% eran afroamericanos, el 0.06% eran amerindios, el 0.06% eran asiáticos, el 0% eran isleños del Pacífico, el 1.15% eran de otras razas y el 1.44% pertenecían a dos o más razas. Del total de la población el 4.78% eran hispanos o latinos de cualquier raza.